# Gloriana Pellissier
Pour les articles homonymes, voir Pellissier.
Gloriana Pellissier est une skieuse-alpiniste et athlète Italienne, née le 12 août 1976. Spécialiste de skyrunning, elle a notamment remporté la Skyrace Ville d'Aoste en sept fois entre 2002 et 2012.

## Résultats
| #   | féminin           | Course                             | Longueur | Départ           | Temps           |
| 64e | Médaille d'or     | SkyRace Valmalenco-Valposchiavo    | 30 km    | 16 juin 2002     | 3 h 33 min 19 s |
|     | Médaille d'or     | Skyrace Ville d'Aoste              | 30 km    | 21 juillet 2002  | 2 h 46 min 46 s |
|     | Médaille d'or     | Monte Rosa SkyRace                 | 28 km    | 25 juillet 2004  | 3 h 23 min 31 s |
|     | Médaille d'or     | Skyrace Ville d'Aoste              | 30 km    | 2004             |                 |
|     | Médaille d'or     | Skyrace Ville d'Aoste              | 30 km    | 2006             |                 |
|     | Médaille d'or     | Skyrace Ville d'Aoste              | 30 km    | 2007             |                 |
| 16e | Médaille d'or     | Half SkyMarathon Sentiero 4 Luglio | 21 km    | 1er juillet 2007 | 2 h 28 min 22 s |
| 42e | Médaille d'argent | Giir di Mont                       | 32 km    | 29 juillet 2007  | 4 h 6 min 6 s   |
|     | Médaille d'or     | Skyrace Ville d'Aoste              | 30 km    | 2008             |                 |
| 25e | Médaille d'or     | Half SkyMarathon Sentiero 4 Luglio | 21 km    | 6 juillet 2008   | 2 h 30 min 21 s |
|     | Médaille d'or     | Skyrace Ville d'Aoste              | 30 km    | 2009             |                 |
|     | Médaille d'or     | Skyrace Ville d'Aoste              | 30 km    | 2012             |                 |